# Anne Nurmi
Anne Marjanna Nurmi (ur. 22 sierpnia 1968 w Tampere) – fińska wokalistka, muzyczka i kompozytorka. Anne Nurmi znana jest przede wszystkim z występów w grupie muzycznej Lacrimosa. Wraz z zespołem nagrała m.in. osiem albumów studyjnych. Wcześniej występowała w zespole Two Witches. Obecnie mieszka w Szwajcarii.

## Dyskografia
- Two Witches - Agony Of The Undead Vampire Part II (1992, Darklands Records)
- Syria - Giving Ground (1994, Detroid Music)
- Lacrimosa - Inferno (1995, Hall of Sermon)
- Lacrimosa - Stille (1997, Hall of Sermon)
- Lacrimosa - Elodia (1999, Hall of Sermon)
- Lacrimosa - Fassade (2001, Hall of Sermon)
- Lacrimosa - Echos (2003, Hall of Sermon)
- Lacrimosa - Lichtgestalt (2005, Hall of Sermon)
- Lacrimosa - Sehnsucht (2009, Hall of Sermon)
- Lacrimosa - Schattenspiel (2010, Hall of Sermon)
- Lacrimosa - Revolution (2012, Hall of Sermon)